# Дубки (посёлок, Одинцовский район)
Дубки́ — посёлок сельского типа в Одинцовском районе Московской области, входит в городское поселение Кубинка. К посёлку приписано 10 садовых товариществ. В посёлке находится Церковь Преображения Господня в Крымском постройки 1794 года.
Посёлок расположен на западе района, в 11 км от Кубинки, на правом берегу речки Польга, высота центра над уровнем моря 185 м. Ближайшие населённые пункты — село Крымское, практически, на другом берегу реки и район Силикатный пгт Тучково — в 1 км на север. До 2006 года Дубки входили в состав Крымского сельского округа.

## Население
| 2002 | 2006 | 2010 |
| ---- | ---- | ---- |
| 360  | →360 | ↗435 |